# 贝勒学校
贝勒中学（英語：Baylor School），是美国南部主要的大学预备中学之一，成立于1893年，校区坐落于田纳西河畔，距离查塔努加镇中心只有5分钟路程。学校招收来自全美27个州及全球10几个国家的学生。
贝勒中学提供大学预科学术课程，23门大学先修课程（AP课程）。贝勒中学是“Round Square Conference of Schools”会员之一。

## 历史起源

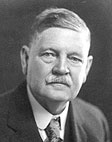
John Roy Baylor

### 最初校址
毕业于弗吉尼亚大学的约翰·罗伊·贝勒在1893年创建了贝勒学校。1893年9月12日正式开学，最早收取了一批共31名男学生。学校本来坐落在查塔努加市中心的101 McCallie大道，后来搬到了palmetto街上。学校最初只招收男生，1900年，学校开始招收女生，但在1912年又恢复了男校。直到1985年，学校才又开始招收女学生。 1915年，在慈善家约翰·托马斯·拉普顿的帮助下，贝勒搬迁到现在的位置，当时校园占地30英亩（120,000平方米），现已扩大到670英亩（2.7平方公里）。

### 军事学校
1914年，第二次世界大战在欧洲爆发，1917年的秋天，为了响应军人以及受过良好教育美国军官不断增长的需求，贝勒成为美国陆军部官方认可的军事学校。直到1971年越南战争爆发，在反对美国介入越南战争、以及公众对战争的支持率的持续降低，学校正式成为大学预备学校。

### 历任校长
1925年，学校取名“贝勒学校”是为以纪念其创始人。随后学校任命曾担任田纳西州大学查塔努加分校校长的亚历山大博士作为其第二任校长。之后是前南方大学校长塞沃尼。他的继任者是赫伯特B.树皮。当前校长是克里斯·安吉尔，1989年毕业于贝勒学校。

## 财政

### 基金总额
2011年11月14日学校提交给联邦政府的纳税申报表显示，贝勒基金净值余额为1.32亿美元，由20名学校董事会成员共同掌管。

### 学费费用
2011至2012学年，贝勒学校当地走读学生的学费是19985美金，（国际）住宿生则为40705美金。

## 学术

### 课程设置
- 计算机科学（选修）
- 英语（4学分）
- 数学（3学分）
- 自然科学（3学分）
- 社会科学（3学分）
- 外语（2学分）
- 艺术（1学分）
- AP课程

### 课外活动
学校共提供30多种课外活动，包括社区服务，体育运动，户外教学，冒险活动以及各种各样的俱乐部，协会等。

## 校园
拥有670英亩校园，拥有东南部中学最大的图书馆（藏有45000册书籍），及由三幢建筑组成的艺术中心、科学楼、计算机中心等。此外，学校还有三个篮球场、排球场、游泳池、攀岩墙、网球场、高尔夫球场以及足球场、自然保护区等。